# Abraham Calovius
Abraham Calovius
Abraham Calovius (também Abraham Calov ou Abraham Kalau, Mohrungen, Ducado da Prússia, 16 de abril de 1612 — Wittenberg, 25 de fevereiro de 1686) foi um teólogo luterano, um dos representantes mais famosos da ortodoxia luterana no século XVII.

## Biografia

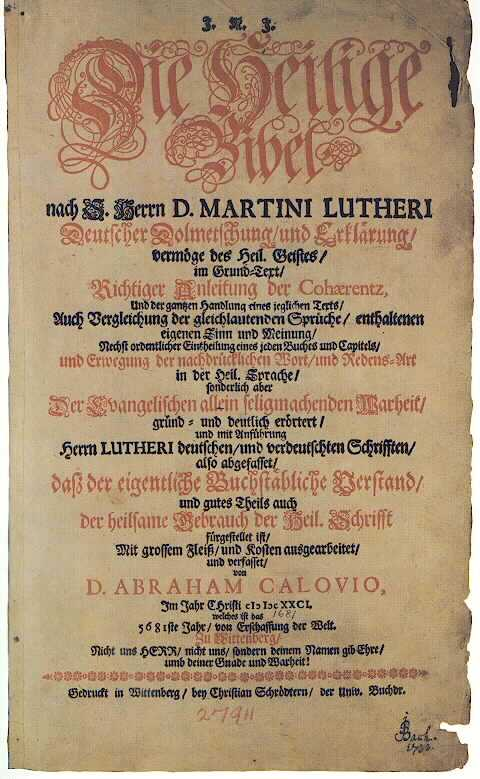
Folha de rosto da Bíblia de Calov, com a assinatura de Bach no canto inferior direito.

Nasceu em Mohrungen (atual Morąg, condado de Ostróda) no Ducado da Prússia, um feudo da Coroa da Polônia. Após estudar em Königsberg, em 1650, foi nomeado professor de teologia na Universidade de Wittenberg, onde mais tarde tornou-se superintendente geral e professor primarius.
Calovius se opôs aos católicos, calvinistas e socinianos, e em particular atacou a política de reconciliação ou “sincretismo” de seu maior inimigo, Georgius Calixtus. Enquanto Calixtus afirmava que o Credo dos Apóstolos era uma definição adequada de fé, Calovius defendia que era preciso acreditar em cada parte da verdade revelada para obter a salvação. Isso levou Calovius a negar como heresia a ideia de que os católicos romanos ou os calvinistas pudessem participar da salvação.
Como escritor de polêmicas, Calovius tinha poucos iguais. Sua principal obra dogmática, Systema Iocorum theologicorum, (12 volumes, 1655–1677) representa o clímax do escolasticismo luterano. Produziu um comentário popular sobre a tradução da Bíblia por Martinho Lutero, “die deutsche Bibel”, hoje conhecida como a Bíblia de Calov. Ele também escreveu uma obra exegética profissional muito maior sobre toda a Bíblia, chamada “Biblia Illustrata”. Foi escrita do ponto de vista de uma crença muito rigorosa na inspiração, e seu objetivo era refutar as declarações feitas por Hugo Grotius, em seus Commentaries.
Calovius morreu em Wittenberg.

## Obras selecionadas
- Tractatus Novus De Methodo Docendi & Disputandi, 1632.
- Metaphysica divina. Rostock, Hallervord, 1640.
- Scripta philosophica. Lübeck, Wilden, 1651.
- Systematis locorum theologicorum. :“Système de prémisses théologiques issues des écrits les plus sacrés de l'Antiquité”: Wittenberg 1655–1677 (12 volumes).
- Biblia illustrata. Frankfurt am Main 1672–1676 e 1719 (4 volumes).
- Theologia positiva. Wittenberg 1682.